# هنري داكويرث
هنري داكويرث (بالإنجليزية: Henry Duckworth) (و. 1915 – 2008 م) هو فيزيائي 
توفي في وينيبيغ ، عن عمر يناهز 93 عاماً.

## التعليم
تعلم في جامعة شيكاغو

## مناصب وهيئات
أدار جامعة ماكماستر.

## جوائز
حصل على جوائز منها:
- Henry Marshall Tory Medal [الإنجليزية]‏ (1965)
- ضابط وسام كندا.